# Nicole Russo
Nicole Russo (ur. 1979, Londyn) – brytyjska wokalistka.
Dorastała w otoczeniu muzyki – jej ojciec Jerry Stevens, wokalista pracował z takimi sławami jak Quincy Jones, Beatles, Dusty Springfield, Lou Rawls i Frank Sinatra. W wieku 4 lat zaczęła grać na fortepianie a cztery lata później pisała już swoje własne piosenki. Jeszcze przed ukończeniem 15. roku życia zaczęła śpiewać profesjonalnie w chórkach m.in. u Coolio i Pauline Henry.
W 2000 podpisała kontrakt z Telstar Records, co zaowocowało wydaniem w 2002 roku jej debiutanckiego albumu „Through My Eyes”.
W 2003 roku została poproszona o napisanie piosenki dla zespołu The Brand New Heavies. Byli oni pod wrażeniem nie tylko jej głosu, ale także dojrzałości tekstów. Wkrótce potem, Nicole została poproszona by dołączyć do zespołu. W ten sposób powstał album zatytułowany "Allaboutthefunk", który ukazał się w 2004 roku.
Po okresie promowania albumu z zespołem, postanowiła wrócić do Wielkiej Brytanii, gdzie zajęła się pracą nad swoim drugim solowym albumem "Nicole Russo" (2006). 

## Dyskografia
Through My Eyes (2002)
1. You Might Be Wrong
2. Slowly Walk Away
3. Better Day
4. How D'ya Think She'd Feel About It
5. Through My Eyes
6. Stride On
7. If You Want Me
8. Don't Wanna Let You Go
9. Phoney
10. Stop Trying To
11. Noce 'n' Easy
12. You Might Be Wrong (Full Crew mix)
13. Better Day (Rishi Rich mix)
14. Stop Trying To (Fathom mix)

The Brand New Heavies feat. Nicole Russo Allaboutthefunk (2004)
1. Boogie
2. Need Some More
3. Waste My Time
4. Keep On Shining
5. What Do You Take Me For?
6. Surrender
7. Many Rivers To Cross
8. How Do You Think
9. Every Time We Turn It Up
10. It Could Be Me
11. I Feel Right
12. How We Do This

Nicole Russo (2006)
1. Difficult
2. No Warning
3. This Time
4. Move On
5. Brand New

## Single
- You Might Be Wrong
- Through My Eyes
- Boogie
- Surrender